# Pont d'Edong
Le pont d'Edong (chinois simplifié : 鄂东长江大桥 ; chinois traditionnel : 鄂東長江大橋 ; pinyin : Èdōng Chángjiāng dàqiáo ; litt. « Pont d'Edong sur le Yangtze ») franchit le Yangzi Jiang (Yangtze) à hauteur de Huangshi près de Wuhan dans la province de Hubei en Chine. C'est un pont à haubans d'une portée remarquable de 926 m qui le fait figurer parmi les plus grands ouvrages de ce type.
Les études de faisabilité ont commencé en août 2003 et il fut mis en service le 28 septembre 2010.

## Description
Les caractéristiques du pont sont les suivantes :
- Longueur de l'ouvrage avec ses viaducs d'accès : 6 203 m
- Longueur de la travée centrale haubanée : 926 m
- Largeur du tablier central : 33 m
- Type de tablier dans la travée centrale : poutre-caisson en acier
- Type de tablier dans les travées d'accès : poutre-caisson en béton
- Nombre de voies : 3

Le clavage des voussoirs du tablier a eu lieu le 17 avril 2010 en présence de Duan Lunyi, vice gouverneur de la province de Hubei.

## Sources et références
1. ↑  鄂东/Èdōng signifie littéralement "Hubei oriental", 鄂/È étant l'abréviation de Hubei
2. ↑  (zh) « 项目简介 (Introduction au projet) », sur Eddq.cn - site officiel (consulté le 8 juin 2010).
3. 1 2  (zh) « Hubei Huangshi Yangtze River Bridge », sur eemap.org (consulté le 8 juin 2010).
4. ↑  (zh) « 世界第二大混合梁斜拉橋鄂東長江大橋建成通車 » (consulté le 2 octobre 2010).
5. ↑  « Chantier du pont de Edong : jonction des voussoirs », sur Consulat général de France à Wuhan (consulté le 8 juin 2010).